# Poprujna, Stavîșce
Poprujna (în ucraineană Попружна) este o comună în raionul Stavîșce, regiunea Kiev, Ucraina, formată numai din satul de reședință.

## Demografie
Componența lingvistică a comunei Poprujna
     Ucraineană (99,32%)
     Alte limbi (0,68%)
Conform recensământului din 2001, majoritatea populației comunei Poprujna era vorbitoare de ucraineană (99,32%), existând în minoritate și vorbitori de alte limbi.